# Йемтин, Карин
Карин Йемтин (швед. Carin Jämtin; род. 3 августа 1964, Стокгольм) — шведский политик и государственный деятель, депутат парламента, министр в правительстве Йорана Перссона в 2003—2006 годах.

## Биография
Карин Йемтин непродолжительное время училась в Стокгольмском университете, участвовала в молодёжных мероприятиях Социал-демократической рабочей партии Швеции. Она была национальным казначеем и секретарём шведской Социал-демократической лиги молодежи. В 1999 году была назначена заместителем генерального секретаря Международного центра Улофа Пальме.
В октябре 2003 года была назначена министром развития и международного сотрудничества в правительстве премьер-министра Йорана Перссона. Занимала пост до отставки кабинета в 2006 году. После отставки в марте 2006 года министра иностранных дел Лайлы Фрейвальдс временно исполняла её обязанности до апреля того же года, когда на пост нового министра был назначен Ян Элиассон.
В 2006 году была впервые избрана членом риксдага, успешно баллотировалась на переизбрание в 2010 и 2014 годах. Кроме того, в 2006 году она была президентом оппозиции в городском совете Стокгольма. В марте 2011 года внеочередной съезд социал-демократов выбрал её генеральным секретарём партии. Решение было подтверждено очередным съездом SAP в апреле 2013 года.